# 速水史朗
速水 史郎（はやみ しろう、1927年10月27日 - ）は日本の彫刻家。
香川県仲多度郡多度津町生まれ。徳島工業専門学校機械科（現・徳島大学工学部機械工学科）卒業。和瓦の技法を用いた黒陶と石彫の作家である。特に石彫は、モニュメンタルな作品やパブリックアートが多く、東京都庁や国立科学博物館などをはじめ全国100ヶ所を超えるパブリックスペース等に作品が設置されている。
また1996年に紫綬褒章、2005年度秋の叙勲において旭日小綬章を受章している。

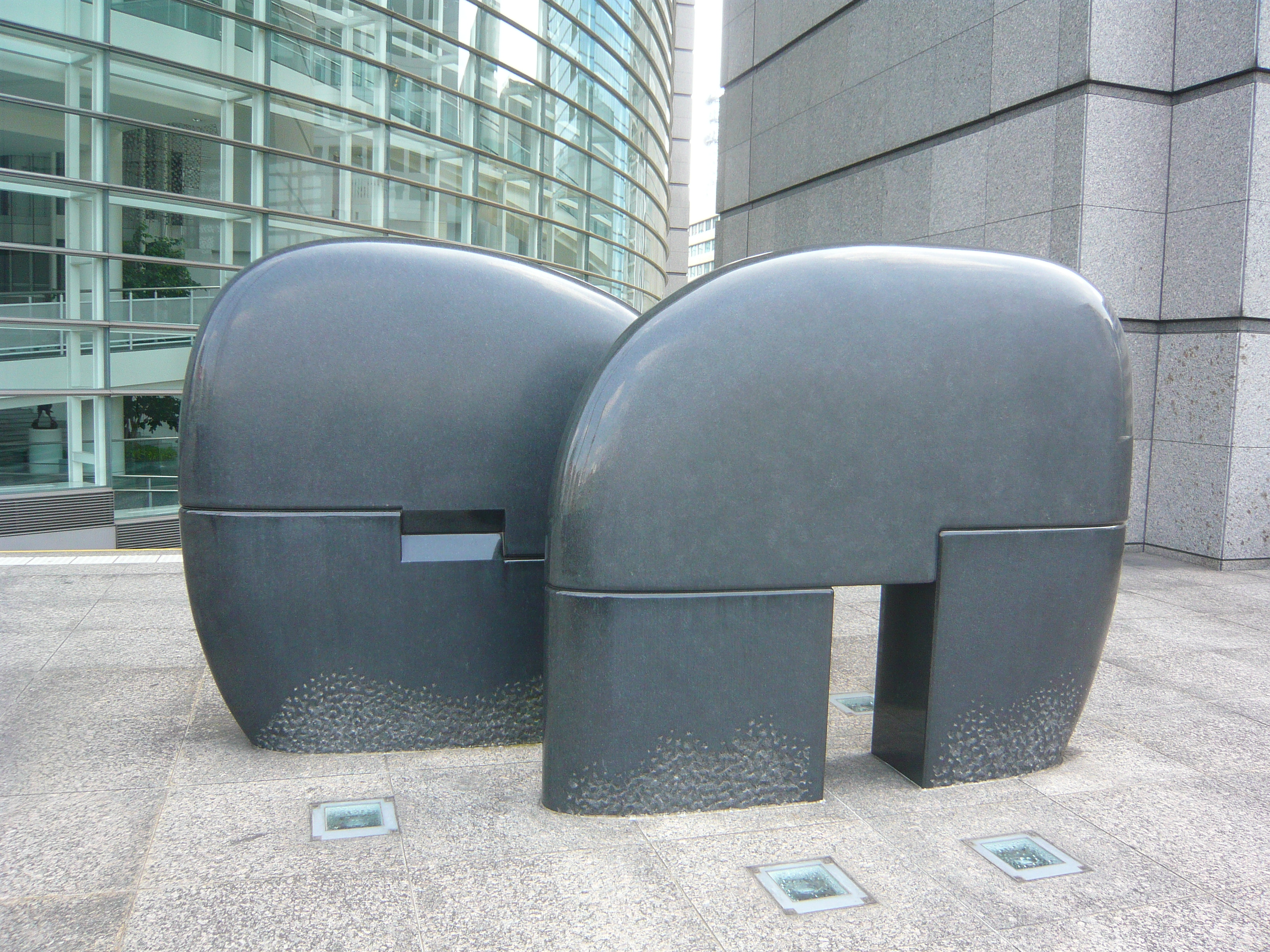
阿呍（1992年、愛知芸術文化センター）
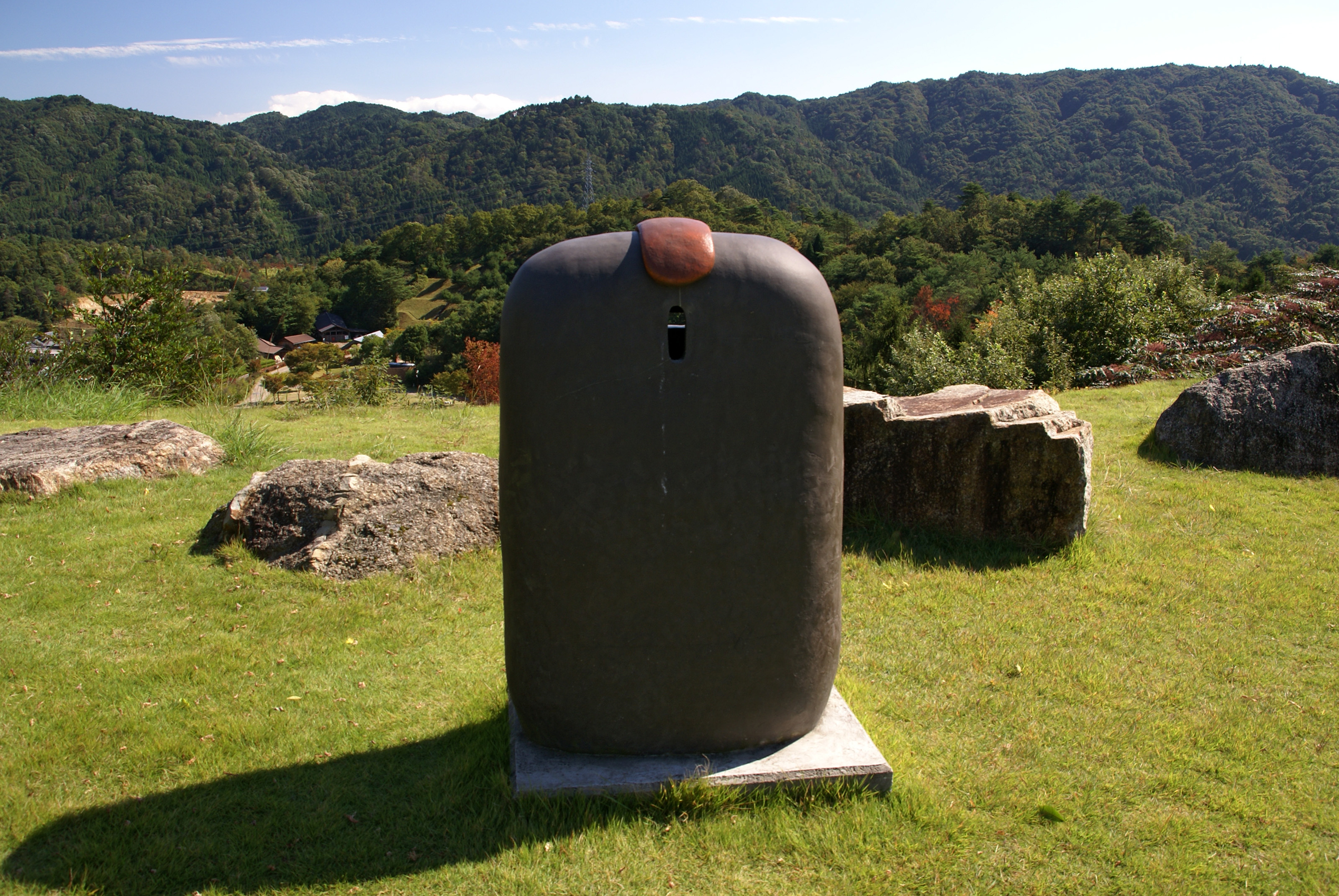
DON（2000年、滋賀県立陶芸の森）